# Chandameta-Butaria
Chandameta-Butaria is een nagar panchayat (plaats) in het district Chhindwara van de Indiase staat Madhya Pradesh. 

## Demografie
Volgens de Indiase volkstelling van 2001 wonen er 16.937 mensen in Chandameta-Butaria, waarvan 52% mannelijk en 48% vrouwelijk is. De plaats heeft een alfabetiseringsgraad van 71%. 